# Eurovisión: Pastora Soler
Eurovisión: Pastora Soler es un programa de televisión emitido por La 1 de TVE el 3 de marzo de 2012 en el cual se realiza la elección de la canción que representa a España en el Festival de la Canción de Eurovisión 2012. La gala está protagonizada por la ya consagrada cantante sevillana Pastora Soler, que fue designada por TVE en diciembre de 2011 de forma interna como intérprete representante, y ella interpreta todas las canciones candidatas a acudir al certamen en Azerbaiyán, que después serán sometidas a la votación de un jurado y el televoto para elegir la ganadora.

## Fase previa en internet
En los primeros meses de 2012, Pastora Soler y su equipo seleccionaron cuatro canciones entre las alrededor de 200 que se presentaron. Dos de ellas fueron escogidas por la propia Pastora para pasar directamente a la final, y las otras dos pasaron a una criba previa por Internet, en una votación en línea que se realizó entre el 15 y el 20 de febrero. La canción menos votada fue eliminada y la más votada se unió a las dos escogidas por Pastora para acudir a la final televisada.
| Título             | Letra y música                                     | Clasificación       |
| ------------------ | -------------------------------------------------- | ------------------- |
| Tu vida es tu vida | Max Minoia, Eleonora Giudizi y Juan Mª Montes      | Directa en la final |
| Quédate conmigo    | Thomas G:son, Tony Sánchez Ohlsson y Erik Bernholm | Directa en la final |
| Ahora o nunca      | José Abraham                                       | 2.265 votos         |
| Me despido de ti   | Marco Dettoni, Jerónimo Manzur y Javier Rodríguez  | 1.750 votos         |

## Gala televisada
La gala se celebró en los estudios de Prado del Rey en Pozuelo de Alarcón (provincia de Madrid) presentada por Anne Igartiburu. El jurado está compuesto por Soledad Giménez (cantante española y exvocalista de Presuntos Implicados), Franco de Vita (cantautor venezolano), y Óscar Gómez (productor y compositor cubano). Una vez Pastora Soler interpretó las tres canciones finalistas, cada miembro del jurado otorgó 12 puntos a su favorita, 10 a la segunda y 8 a la tercera. Después se cerraron las líneas del televoto, abiertas desde varios días antes de la gala, y la más votada por el público recibió 36 puntos, la segunda 30, y la tercera 24. La canción ganadora fue Quédate conmigo con la puntuación máxima tanto del jurado como del televoto, 72 puntos.
| Clasificación | Título             | Óscar Gómez | Soledad Giménez | Franco De Vita | Total Jurado | Televoto | Total |
| ------------- | ------------------ | ----------- | --------------- | -------------- | ------------ | -------- | ----- |
| 1             | Quédate conmigo    | 12          | 12              | 12             | 36           | 36       | 72    |
| 2             | Tu vida es tu vida | 10          | 8               | 8              | 26           | 30       | 56    |
| 3             | Ahora o nunca      | 8           | 10              | 10             | 28           | 24       | 52    |

## En Eurovisión
España, como miembro del Big Five, se clasificó de forma automática para la final, celebrada el 26 de mayo. En el sorteo se determinó el que España al sacar el comodín podía elegir la posición; prefiriendo la 19. Al final, España consiguió 97 puntos y quedó en décimo lugar.